# The Trinity
The Trinity é o terceiro álbum do cantor Sean Paul, lançado pela gravadora Atlantic Records em 2005.
O álbum vendeu mais de 120 mil copias em sua primeira semana de lançamento e ao todo vendeu mais de 2 milhões de copias.

## Faixas
| N.º            | Título                                         | Duração |  |
| 1.             | "Fire Links" (Intro)                           | 0:49    |  |
| 2.             | "Head in the Zone"                             | 3:55    |  |
| 3.             | "We Be Burnin'"                                | 3:35    |  |
| 4.             | "Send It On"                                   | 3:38    |  |
| 5.             | "Ever Blazin'"                                 | 3:10    |  |
| 6.             | "Eye Deh a Mi Knee"                            | 2:58    |  |
| 7.             | "Give It Up to Me"                             | 4:04    |  |
| 8.             | "Yardie Bone" (feat. Wayne Marshall)           | 3:12    |  |
| 9.             | "Never Gonna Be the Same"                      | 3:40    |  |
| 10.            | "I'll Take You There"                          | 3:56    |  |
| 11.            | "Temperature"                                  | 3:36    |  |
| 12.            | "Breakout"                                     | 2:59    |  |
| 13.            | "Head to Toe"                                  | 4:21    |  |
| 14.            | "Connection" (feat. Nina Sky)                  | 3:31    |  |
| 15.            | "Straight Up"                                  | 3:06    |  |
| 16.            | "All on Me" (feat. Tami Chynn)                 | 4:18    |  |
| 17.            | "Change the Game" (feat. Looga Man, Kid Kurup) | 3:54    |  |
| 18.            | "The Trinity"                                  | 3:35    |  |
| Duração total: | Duração total:                                 | 62:18   |  |

## Paradas
| Chart (2005)                          | Position |
| ------------------------------------- | -------- |
| U.S. Billboard 200                    | 5        |
| U.S. Billboard Top R&B/Hip-Hop Albums | 1        |
| U.S. Billboard Top Rap Albums         | 3        |
| U.S. Billboard Top Reggae Albums      | 1        |
| Canadian Albums Chart                 | 2        |
| Danish Albums Chart                   | 11       |
| Swiss Albums Chart                    | 4        |
| Italian Albums Chart                  | 8        |
| French Albums Chart                   | 5        |
| Austrian Albums Chart                 | 6        |
| Dutch Albums Chart                    | 18       |
| Swedish Albums Chart                  | 40       |